# کاردینال لامبرتو
کاردینال لامبرتو، یک شخصیت داستانی است که در سال ۱۹۹۰ در فیلم پدرخوانده قسمت سوم دیده می‌شود. نقش وی توسط رف ولونه بازیگر ایتالیایی به تصویر کشیده شده‌است.

## در فیلم
لامبرتو یک روحانی سیسیلی است و او کاردینال کلیسای کاتولیک رم است که برای جانشینی پاپ پل ششم برگزیده شده‌است. دن مایکل کورلئونه وی را به توصیه رئیس مافیای سیسیلی، دن توماسینو (متحد سیسیلی مایکل و پدرش قبل از او) ملاقات می‌کند. مایکل از او در مورد کلاهبرداری به دست مسئولان فاسد بانک واتیکان، فردریک کینززیگ، لیسیو لوچچی و اسقف اعظم گیلدای، گفت. لامبرتو مایکل را به اعتراف به گناهانش تشویق می‌کند. در ابتدا اکراه، او سرانجام این کار را با تدبیر ملایم کاردینال انجام می‌دهد. در هنگام اعتراف به دستور خود در مورد قتل برادرش فردو، اشک‌هایش را جمع می‌کند. پس از پایان اعتراف، لامبرتو به مایکل می‌گوید که لیاقت تحمل گناهان وحشتناک خود را دارد، اما او را برکنار کرده و به او می‌گوید که هنوز فرصتی برای گذشت دارد.